# Republika Salè
Republika Salè – niezależne pirackie wolne miasto na północno-zachodnim wybrzeżu Maroka, istniejące krótko w XVII wieku.

## Historia

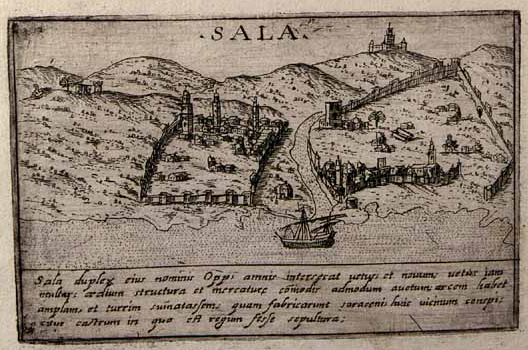
Widok Salę na początku XVII wieku

W XVI i na początku XVII wieku do Sali (Salè), w tym czasie głównego portu na marokańskim wybrzeżu, zaczęli napływać uciekinierzy z Hiszpanii i różni przywódcy religijni. Miasto stało się też domem dla licznych artystów i intelektualistów oraz ważnym przystankiem dla kupców europejskich podróżujących na południe Afryki i na wschód przez Morze Śródziemne. Z tych też powodów miastem zainteresowali się lokalni piraci.
W 1619 jedna z pirackich band działająca na Wybrzeżu Beberyjskim, ogłosiła Salę wraz z przyległymi ziemiami za niepodległą od marokańskiego sułtana republikę. Piraci następnie ustanowili rząd, w którego skład weszło 14 pirackich przywódców. Odtąd też jeden z członków rządu miał być wybierany na stanowisko Prezydenta Republiki, będąc jednocześnie Wielkim Admirałem pirackiej floty (18 niewielkich okrętów, gdyż port był płytki). Pierwszym prezydentem i admirałem wybrano Jana Janszoona, który pozostał na stanowisku do 1627.
Młode państwo od samego początku dobrze prosperowało, przynosząc bardzo duże dochody. Źródłami wysokich zysków były głównie: piractwo mieszkańców republiki oraz dobrze rozwinięty transport morski. Wszystkie splądrowane dobra (metale szlachetne, niewolnicy, przyprawy) były przewożone do Sali, gdzie czerpano z nich ogromne profity. Według źródeł do końca 1626 piraci z Republiki uprowadzili 6000 ludzi i zrabowali dobra o łącznej wartości 15 milionów funtów, co biorąc pod uwagę inflację, daje współcześnie ok. 2 miliardów funtów.
Sułtan Zidan Abu Maali, pragnąc odzyskać kontrolę nad utraconym portem, zebrał wojsko i rozpoczął w 1624 oblężenie miasta, które jednak zakończyło się porażką. Dla zatarcia niepowodzenia sułtan mianował Jana Janszoona gubernatorem spornego terytorium, choć miało to wymiar czysto ceremonialny. Władze Republiki postanowiły jednak zapłacić Zidanowi Abu Maali’emu za nieingerowanie w sprawy państewka w przyszłości.
Z powodu napiętej sytuacji politycznej, prezydent Janszoon w 1627 porzucił Salę na rzecz Algieru, a samo państewko połączyło się z Rabatem tworząc Republikę Bu Rakrak. Rząd jednak szybko pochłonął wszystkie zyski, co spowodowało jego upadek, a w 1641 zawija z miasta Dila, rozciągnęła swoją hegemonię religijną nad całym państwem.